# Gyrinus pectoralis
Gyrinus pectoralis is een keversoort uit de familie van schrijvertjes (Gyrinidae). De wetenschappelijke naam van de soort is voor het eerst geldig gepubliceerd in 1833 door Villa & Villa.